# Destroy Everything You Touch
Destroy Everything You Touch är en låt av den brittiska musikgruppen Ladytron och den andra singeln från deras tredje album Witching Hour. Singeln gavs ut den 19 september 2005 på Island Records. Låten producerades av Ladytron och Jim Abiss, och skrevs av Daniel Hunt. Det har även gjorts en musikvideo till låten.
Låten nådde plats 43 på UK Singles Chart-listan i Storbritannien. Låten finns med i TV-spelet 2006 FIFA World Cup såväl som filmerna Smiley Face (2007), One Missed Call (2008), och Mammoth (2009) .

## Låtlista
CD-singel
1. Destroy Everything You Touch (Single Version) – 3:52
2. Seventeen '05 – 7:18

CD-singel Maxi
1. Destroy Everything You Touch (Single Version) – 3:52
2. Nothing to Hide – 3:49
3. Destroy Everything You Touch (Playgroup Vocal Edit) – 5:25
4. Destroy Everything You Touch (Hot Chip Remix Edit) – 6:50
5. Destroy Everything You Touch (video)